# Суспільне медіа України
Суспільне медіа України, або Суспільне телебачення і радіомовлення України — публічний інститут суспільного мовлення, призначений задовольняти інформаційні потреби українського суспільства, залучати його представників до обговорення та вирішення найважливіших соціально-політичних питань, сприяти формуванню громадянського суспільства в Україні та забезпечувати належну реалізацію конституційного права кожного на інформацію.
Словосполучення «суспільне телебачення і радіомовлення» вживається стосовно телебачення і радіомовлення як інструментів, за допомогою яких суспільний мовник реалізує концепцію суспільного мовлення.
Правові засади для появи цього публічного інституту з'явилися у 2014 році після прийняття Закону «Про Суспільне телебачення і радіомовлення України». З 31.03.2023 р., у зв'язку з прийняттям Закону «Про медіа», поняття «Суспільне телебачення і радіомовлення України» було замінене на «Суспільне медіа України».

## Передісторія
1997 року Верховною Радою України ухвалювався Закон «Про систему Суспільного телебачення і радіомовлення України», проте він так і не запрацював.
2003 року Резолюція 1346 Парламентської Асамблеї Ради Європи «Виконання обов'язків та зобов'язань Україною» зауважила: «Дуже важливим є запровадження справедливої та такої, що виконує свою функцію, системи суспільного телебачення та радіомовлення в Україні». Два роки потому, резолюцією «Про виконання обов'язків та зобов'язань Україною» (№ 1466 від 5 жовтня 2005) Парламентська Асамблея закликала органи влади України перетворити державні телерадіокомпанії в канали суспільного мовлення згідно з відповідними стандартами Ради Європи.
На підставі затвердженої 30 вересня 2010 року Концепції створення і діяльності Національної громадської телерадіокомпанії України Громадською гуманітарною радою при Президентові України було підготовлено проект Закону України «Про Національну громадську телерадіокомпанію України», який і став основою для ухваленого 17 квітня 2014 року Закону України «Про Суспільне телебачення і радіомовлення України». 15 травня 2014 він набрав чинності.
Україна створює суспільне мовлення передостанньою з європейських країн. Суспільний мовник відсутній лише у Республіці Білорусь.

## Запуск та утворенняНаціональної суспільної телерадіокомпанії України
Законом України від 17 квітня 2014 року «Про Суспільне телебачення і радіомовлення України» передбачено утворення Національної суспільної телерадіокомпанії України (НСТУ) — юридичної особи, на яку безпосередньо покладається функціонування новоствореної системи Суспільного телебачення і радіомовлення. Нагляд за діяльністю НСТУ має здійснювати Наглядова рада.
7 квітня 2015 року в прямому ефірі відбулось підписання пакету змін до ухваленого в 2014 році Закону з одночасною презентацією нового логотипу і програмної сітки майбутнього суспільного мовлення за участю перших осіб держави. У прямому ефірі Перший національний канал змінив свій логотип на «UA: ПЕРШИЙ».
18 грудня 2015 року Національна рада з питань телебачення і радіомовлення затвердила склад Наглядової ради Суспільного мовлення.
Радою Європи був запущений проект «Зміцнення свободи медіа та створення системи Суспільного мовлення в Україні», що має на меті зміцнити роль медіа та Суспільного мовлення як інструментів для досягнення консенсусу в суспільстві. Загальний бюджет Проекту, що реалізовувався у 2016—2018 роках, становив 1,93 млн євро. Консорціум донорів, що зробили внески в бюджет Плану, включає 16 країн.
19 січня 2017 року була зареєстрована юридична особа ПАТ «Національна суспільна телерадіокомпанія України», з цього дня вступила в свої повноваження Наглядова рада компанії.
10 квітня 2017 року був обраний перший Голова правління Суспільного мовлення на відкритому конкурсі.
Перший сезон Українського радіо у форматі суспільного мовлення розпочався у вересні 2017 року, а новий телевізійний сезон на каналі UA: Перший — у жовтні 2017 року.

## Місія Суспільного мовлення (Суспільного медіа) в Україні
Згідно з Законом, Суспільне медіа України створюється з метою задоволення інформаційних потреб суспільства, залучення громадян до обговорення та вирішення найважливіших соціально-політичних питань, забезпечення національного діалогу, сприяння формуванню громадянського суспільства.
На початку своєї роботи Наглядова Рада НСТУ затвердила місію суспільного мовлення: «Захищати свободи в Україні. Надавати суспільству достовірну та збалансовану інформацію про Україну та світ, налагоджувати громадський діалог задля зміцнення суспільної довіри, розвитку громадянської відповідальності, української мови та культури, особистості та українського народу».

## Додаткова література
- Суспільне мовлення: збірник документів Ради Європи. Київ: К. І. С., 2017. 70 с. ISBN 978-617-684-174-6